# Lagayan, Abra
Lagayan là một đô thị hạng 6 ở tỉnh Abra, Philippines. Theo điều tra dân số năm 2007, đô thị này có dân số 4.134 người trong 796 hộ.

## Các khu phố (barangay)
Lagayan được chia thành 5 khu phố (barangay).
| Barangay  | Pop. (2007) |
| --------- | ----------- |
| Ba-i      | 809         |
| Collago   | 1.023       |
| Pang-ot   | 315         |
| Poblacion | 1.013       |
| Pulot     | 974         |

## Kết quả bầu cử năm 2007
| Chức vụ          | Ứng cử viên            | Tổng số phiếu bầu |
| ---------------- | ---------------------- | ----------------- |
| Thị trưởng       | Jendricks Seares Luna  | 1.694             |
| Phó thị trưởng   | Hans Roger Seares Luna | 1.674             |
| Ủy viên hội đồng | George Bayle           | 1.226             |
| Ủy viên hội đồng | Aguinaldo Ruben        | 1.198             |
| Ủy viên hội đồng | Dayawen Alejandro      | 1.155             |
| Ủy viên hội đồng | Johnny Andoy           | 1.100             |
| Ủy viên hội đồng | Rolando Haynes         | 1.079             |
| Ủy viên hội đồng | Ferdinand Allen        | 1.007             |
| Ủy viên hội đồng | Cleofas Pariñas        | 903               |
| Ủy viên hội đồng | Maribel Daria          | 889               |